# Marguerite Duras
Marguerite Duras, pseudônimo de Marguerite Donnadieu (Saigon, atual Cidade de Ho Chi Minh, 4 de abril de 1914 — Paris, 3 de março de 1996) foi uma romancista, novelista, roteirista, poetisa, diretora de cinema e dramaturga francesa, sendo considerada uma das principais vozes femininas da literatura do Século XX na Europa.

## Biografia
Marguerite Duras nasceu em Gia Định, atual distrito de Bình Thạnh em Saigon (atual Cidade de Ho Chi Minh), na colônia francesa da Cochinchina, sul do atual Vietnã. Sua família retornou à França, onde estudou Direito e também se tornou escritora. Decidiu mudar o sobrenome de Donnadieu para Duras, nome de uma vila do departamento francês de Lot-et-Garonne onde se situava a casa de seu pai.
É autora de diversas peças de teatro, novelas, filmes e narrativas curtas. Seu trabalho foi associado com o movimento chamado nouveau roman (novo romance) e com o existencialismo. Entre algumas de suas obras estão O Amante, A Dor, O Amante da China do Norte e O Deslumbramento.
Também conhecida como a roteirista do filme "Hiroshima, meu amor", dirigido por Alain Resnais (premiado cineasta do movimento nouvelle vague), Duras também dirigiu filmes próprios, inclusive o conceituado "India Song" de 1976, muito embora sua carreira cinematográfica não atingisse o reconhecimento da literária nos meios intelectuais e acadêmicos. Outras obras suas foram adaptadas por outros diretores de cinema como O Amante de Jean-Jacques Annaud, no ano de 1992.
Marguerite Duras faleceu aos 81 anos de idade em Paris, vitimada por um câncer. Foi sepultada no cemitério de Montparnasse.

## Obra

### Romances
- Les Impudents (Plon, 1943)
- La Vie tranquille (Gallimard, 1944).
- Un barrage contre le Pacifique (Gallimard, 1950).
- Le Marin de Gibraltar (Gallimard, 1952).
- Les Petits Chevaux de Tarquinia (Gallimard, 1953).
- Des journées entières dans les arbres (Gallimard, 1954).
- Le Square (Gallimard, 1955).
- Moderato cantabile (Les Éditions de Minuit, 1958).
- Dix heures et demie du soir en été (Gallimard, 1960).
- L'Après-midi de M. Andesmas (Gallimard, 1962).
- Le Ravissement de Lol V. Stein (Gallimard, 1964).
- Le Vice-Consul (Gallimard, 1965).
- L'Amante anglaise (Gallimard, 1967).
- Détruire, dit-elle (Les Éditions de Minuit, 1969).
- Abahn Sabana David (Gallimard, 1970).
- Ah! Ernesto (Hatlin Quist, 1971)
- L'Amour (Gallimard, 1972).
- Vera Baxter ou les Plages de l'Atlantique (Albatros, 1980)
- L'Homme assis dans le couloir (Les Éditions de Minuit, 1980).
- L'Homme atlantique (Les Éditions de Minuit, 1982).
- La Maladie de la mort (Les Éditions de Minuit, 1982).
- L'Amant (Les Éditions de Minuit, 1984).
- La Douleur (POL, 1985).
- Les Yeux bleus, Cheveux noirs (Les Éditions de Minuit, 1986).
- La Pute de la côte normande (Les Éditions de Minuit, 1986).
- Emily L. (Les Éditions de Minuit, 1987).
- La Pluie d'été (POL, 1990).
- L'Amant de la Chine du Nord (Gallimard, 1991).
- Yann Andréa Steiner (Gallimard, 1992).
- Écrire (Gallimard, 1993).

### Coleções
- L'Été 80 (Les Éditions de Minuit, 1980)
- Outside (Albin Michel, 1981).
- La Vie matérielle (POL, 1987).
- Les Yeux verts (Cahiers du cinéma, n.312–313, June 1980 and a new edition, 1987).
- C'est tout (POL, 1995).

### Teatro
- Les Viaducs de la Seine et Oise (Gallimard, 1959)
- Théâtre I: Les Eaux et Forêts; Le Square; La Musica (Gallimard, 1965)

- The Square (1967)
- La Musica (1975)

- L'Amante anglaise (Gallimard, 1968)

- Théâtre II: Suzanna Andler; Des journées entières dans les arbres; Yes, peut-être; Le Shaga; Un homme est venu me voir (Gallimard, 1968)

- Suzanna Andler (1975)
- Days in the Trees (1967)

- India Song (1976)

- L'Eden Cinéma (1977)

- Agatha (1981)

- Savannah Bay (1982; revisado 1983).

- Théâtre III: La Bête dans la jungle; Les Papiers d'Aspern; La Danse de mort (1984)

- La Musica deuxième (1985)

### Traduções para o português
- Os Insolentes (Difel, 1943) trad. Tereza Coelho
- A Vida Tranquila (Editora Guanabara, 1944) trad. Fernando Py
- Uma Barragem contra o Pacífico (Arx, 1950) trad. Eloisa Araújo Ribeiro
- O Marinheiro de Gibraltar: romance (Editora Guanabara, 1952) trad. Tizziana Giorgini
- Os Pequenos Cavalos da Tarquinia: romance (Editora Guanabara, 1953) trad. Fernando Py
- Dias inteiros na árvore (Guanabara, 1954) trad. Tati de Moraes
- O Jardim (Livros do Brasil, 1955) trad. Tereza Coelho
- Moderato Cantabile (José Olympio Editora, 1958) trad. Vera Adami, Adriana Lisboa
- Dez e Meia da Noite no Verão: romance (Guanabara Dois, 1960) trad. Fernando Py
- Hiroshima Meu Amor (Relicário, 1960) trad. Adriano Lisboa
- O Deslumbramento de Lol V. Stein ou O Deslumbramento (Nova Fronteira, 1964) trad. Ana Maria Falcão
- O Vice-Consul (Francisco Alves Editora, 1965) trad. Fernando Py
- Destruir, diz ela (Dom Quixote, 1969) trad. Liberto Cruz, Iva Delgado
- Boas Falas: conversas sem compromisso (Record, 1974) trad. Sieni Maria Campos
- O Caminhão (Record, 1977) trad. Jose Sanz
- O Navio Night (S/N, 1979) trad. Aurélia Steiner
- O Homem Sentado no Corredor (Cosac Naify, 1980) trad. Vadim Nikitin
- O Verão de 80 (Record, 1980) trad. Sieni Maria Campos
- Os olhos verdes (Globo, 1987) trad. Heloisa Jahn
- Agatha (Globo, 1987) trad. Heloisa Jahn
- Outside: notas a margem (Difel, 1981) trad. Maria Filomena Duarte
- O Homem Atlântico (Record, 1982) trad. Sieni Maria Plastino
- Savannah Bay (Record, 1982) trad. Sieni Maria Plastino
- A Doença da Morte (Cosac Naify, 1982) trad. Vadim Nikitin
- O Amante (Nova Fronteira, Record, Rio Gráfica, Folha de S.Paulo, Cosac Naify, Tusquets; 1984) trad. Aulyde Soares Rodrigues; Denise Bottmann
- A Dor (Nova Fronteira, Círculo do Livro; 1985) trad. Vera Adami
- La Musica Segunda (Temporal, 1985) trad. Angela Leite Lopes
- Olhos Azuis, Cabelos Negros (Nova Fronteira, Círculo do Livro; 1986) trad. Vera Adami
- Emily L. (Nova Fronteira, 1987) trad. Tati de Moraes
- Chuva de Verão (Nova Fronteira, 1990) trad. Vera Adami
- O Amante da China do Norte (Nova Fronteira, 1991) trad. Denise Rangé Barreto
- Escrever (Rocco, Relicário; 1993) trad. Rubens Figueiredo, Luciene Guimarães de Oliveira
- É Tudo (Livros do Brasil, Fale/UFMG; 1995) trad. Hygina Bruzzi
- Cadernos da Guerra e outros Textos (Estação Liberdade, 2006) trad. Mário Laranjeira

### Filmografia
- Commons
- Wikiquote

- Les Enfants (1984)
- Il Dialogo di Roma (1982)
- L'Homme atlantique (1981)
- Agatha et les lectures illimitées (1981)
- Aurelia Steiner (Melbourne) (1979)
- Aurélia Steiner (Vancouver) (1979)
- Le Navire Night (1979)
- Cesarée (1978)
- Les Mains négatives (1978)
- Baxter, Vera Baxter (1977)
- Le Camion (1977)
- Des journées entières dans les arbres (1976)
- Son nom de Venise dans Calcutta désert (1976)
- India Song (1975)
- La Femme du Gange (1974)
- Nathalie Granger (1972)
- Jeune le soleil (1972)
- Détruire, dit-elle (1969)
- La Musica (1967)

### Prêmios
- Prix de Mai 1958 por Moderato cantabile.
- Prix de la Tribune de Paris 1962 por L'Après-midi de Monsieur Andesmas.
- Sélection à la Mostra de Venise 1972 pelo filme Nathalie Granger.
- Prix de l'Association française des cinémas d'art et d'essai 1975 por India Song.
- Prix Jean-Cocteau 1976 pelo filme Des journées entières dans les arbres.
- Grand prix du théâtre de l'Académie française 1983.
- Prix Goncourt 1984 por L'Amant.
- Prix Ritz-Paris-Hemingway por L'Amant